# أنتونوف أن-28
أنتونوف أن-28 (بالإنجليزية: Antonov An-28)‏ هي طائرة ركاب مروحية أنتجت في 1975 بأوكرانيا. من صناعة أنتونوف. كان أول طيران لها في 1969. دخلت الخدمة في 1986، صنع منها 191 طائرة.